# Palazzo di Giustizia (Catanzaro)

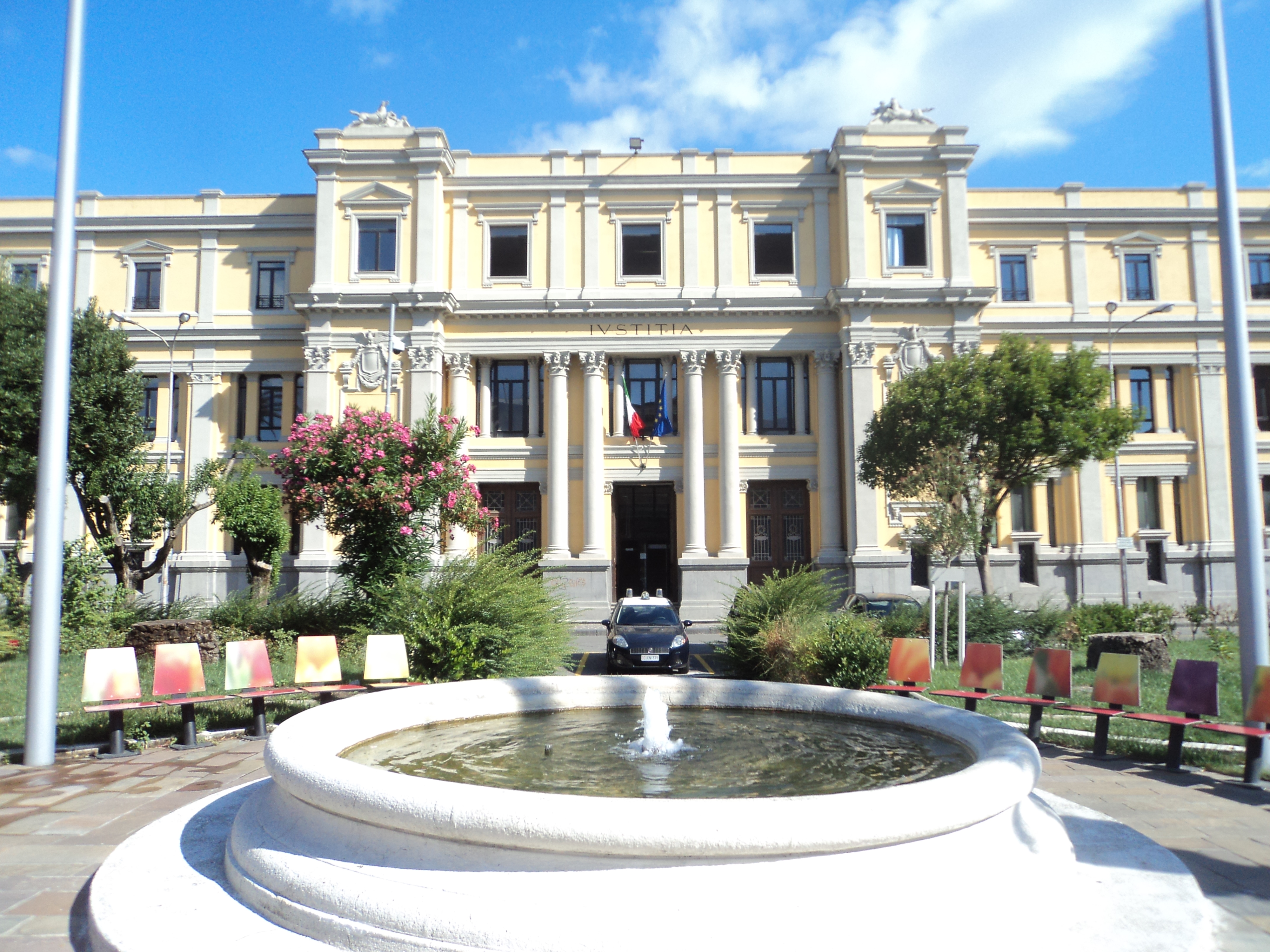
Palazzo di Giustizia „Salvatore Blasco“ in Catanzaro

Der Palazzo di Giustizia ist ein Palast aus den 1920er-Jahren in Catanzaro in der italienischen Region Kalabrien. Das Gebäude liegt in der Viale Gaetano Argento.

## Geschichte
Das Justizgebäude „Salvatore Blasco“ wurde nach dem Abriss einiger Ställe mit Scheunen, einigen benachbarten Kellern, sowie einer alten Bäckerei, in den Jahren 1916–1928 gebaut. Als Architekten fungierten die Bauingenieure Mario Gai und Cesare Palazzo aus Turin. 1928 zogen die ersten Behörden ein; die offizielle Eröffnung war am 28. Oktober 1930. In den Jahren 1952–1955 wurde eine Aufstockung durchgeführt.

## Beschreibung
Das Gebäude wurde in umbertinischen Stil erstellt und hatte ursprünglich zwei Stockwerke und seine Fassade trägt interessante Abbildungen. In den 1950er-Jahren wurde ein weiteres Stockwerk aufgesetzt.